# Municipio de Catherine
El municipio de Catherine (en inglés: Catherine Township) es un municipio ubicado en el condado de Ellis en el estado estadounidense de Kansas. En el año 2010 tenía una población de 312 habitantes y una densidad poblacional de 1,5 personas por km².

## Geografía
El municipio de Catherine se encuentra ubicado en las coordenadas 39°1′25″N 99°11′44″O / 39.02361, -99.19556. Según la Oficina del Censo de los Estados Unidos, el municipio tiene una superficie total de 208.32 km², de la cual 208,25 km² corresponden a tierra firme y (0,03 %) 0,07 km² es agua.

## Demografía
Según el censo de 2010, había 312 personas residiendo en el municipio de Catherine. La densidad de población era de 1,5 hab./km². De los 312 habitantes, el municipio de Catherine estaba compuesto por el 96,15 % blancos, el 0,64 % eran de otras razas y el 3,21 % eran de una mezcla de razas. Del total de la población el 5,13 % eran hispanos o latinos de cualquier raza.